# 阿伦贝格城堡
阿伦贝格城堡（荷蘭語：Kasteel van Arenberg）是位于比利时鲁汶海弗莱的一座法式城堡。

## 沿革

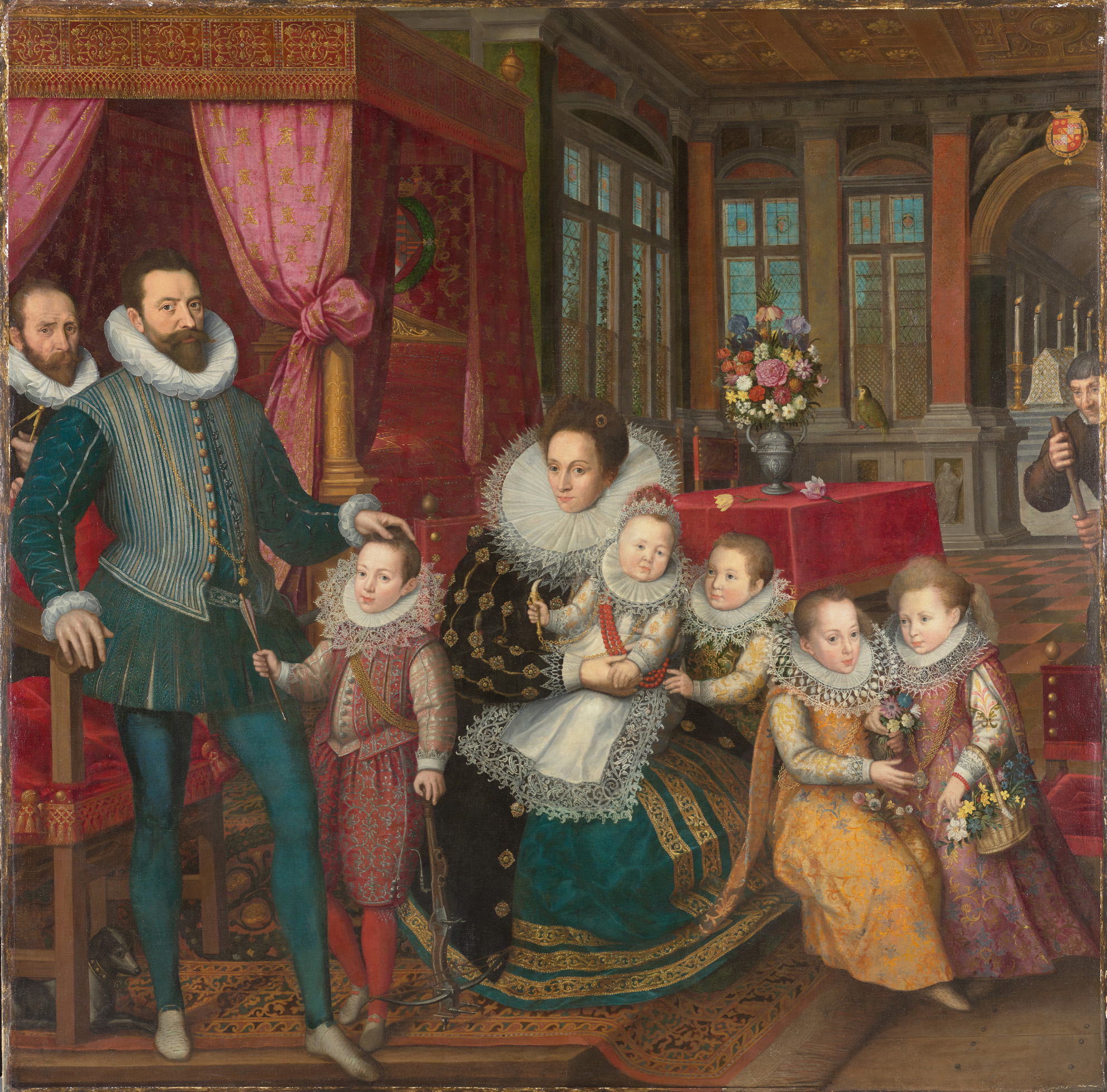
夏尔·德·阿伦贝格和安娜·德克罗伊，小弗兰斯·波尔伯斯绘

12世纪起，阿伦贝格城堡所在之地就为海弗莱领主所有。但随着领主家族的败落，1445年这块地被卖给了皮卡第的克罗伊家族。1455年，安托万·克罗伊拆除了原有的中世纪城堡，只保留了钟楼，在空地上开始修建法式城堡。安托万的孙子威廉·德·克罗伊于1515年完成了这座城堡，并在城堡附近修建了一座策肋定会修道院。城堡主要是传统的佛兰芒风格，使用砂石作窗框和砖墙。但从1515年起来的重修中，已经逐渐渗入了哥特式风格、文艺复兴风格和新哥特式风格。
1612年，城堡主人夏尔三世·德·克罗伊去世，其未留下子嗣，城堡所有权就转到了他的女婿夏尔·德·阿伦贝格所属的阿伦贝格家族手中，并一直保持到了一战之前。一战之后，因为阿伦贝格家族和哈布斯堡家族的联系，阿伦贝格城堡被比利时政府收回。1921年鲁汶大学拥有了此地，并按照美国大学建筑风格进行了扩建，作为自然科学和工程科学的校园。1968年鲁汶大学分裂之后，阿伦贝格城堡继续作为工程学院主楼，而附近的策肋定会修道院也被改建成工程学院图书馆，附近的路名为“策肋定路”（Celestijnenlaan），附近有很多科研中心，包括校际微电子中心和Crescent。